# David C. Evans (Informatiker)
David Cannon Evans (* 24. Februar 1924 in Salt Lake City; † 3. Oktober 1998) war ein US-amerikanischer Informatiker, Gründer der Informatik-Fakultät an der University of Utah und mit Ivan Sutherland Mitgründer der Softwarefirma Evans & Sutherland, die sich mit Computergrafik-Anwendungen für Wissenschaft, Industrie und Militär befasst, speziell Simulatoren.
Evans studierte Elektrotechnik an der University of Utah und wurde dort in Physik promoviert. Er war Projektmanager bei der Bendix Aviation Electronics Company für die Entwicklung kleiner Computer, dem 1955 eingeführten G 15 und dem G 20 (1961). Anfang der 1960er Jahre wechselte er an die University of California, Berkeley. Hier entwickelte er ein frühes Mehrbenutzer-Time-Sharing-System (Project Genie, 1963), das zum ersten kommerziellen TS-System (SDS 940 der Xerox Corporation, Mitte der 1960er Jahre) führte. Hier begann auch seine Beschäftigung mit Computergrafik und er entwickelte das Konzept des virtuellen Speichers. In Berkeley waren Butler Lampson und L. Peter Deutsch einige seiner Studenten und er traf dort auch zuerst Ivan Sutherland, mit dem er später an der Universität Utah eng kooperierte. 1965 ging er an die University of Utah, wo er die Informatik-Fakultät aufbaute und 1968 Ivan Sutherland nachholte. Gemeinsam gründeten sie im selben Jahr Evans and Sutherland. An der University of Utah leiteten beide die Forschung in der Computergrafik und versammelten eine Reihe von Studenten, die Durchbrüche auf diesem Gebiet erzielten (Bùi Tường Phong, Henri Gouraud, später James F. Blinn) und teilweise später spektakuläre Karrieren in der Computerindustrie machten (James H. Clark, Alan Kay, John Warnock, Alan Ashton, Edwin Catmull). 1994 ging er bei Evans and Sutherland in den Ruhestand.
1991 wurde Evans in die American Academy of Arts and Sciences gewählt. Für sein Lebenswerk erhielt er 1996 den Computer World-Smithsonian Award.
Evans war mit Joy Evans verheiratet und hatte zehn Kinder. Er war Mormone und hatte hohe Positionen in deren kirchlicher Organisation.